# Murat Chotov
Murat Ansarbievič Chotov (in russo Мурат Ансарбиевич Хотов?; Smolensk, 2 giugno 1987) è un ex calciatore russo, di ruolo centrocampista.

## Carriera
Ha collezionato oltre 140 presenze nella prima divisione bielorussa con varie squadre.

## Palmarès

### Individuale
- Capocannoniere della Peršaja Liha: 1

2016 (19 reti)